# 殿 (女優)
殿（との、9月24日- )は日本の女優、モデル。

## 来歴・人物
愛知県出身。役者・モデル。
劇団の客演やプロデュース公演などに出演。映画出演、ゲームアプリの声優、webサイトのVPや企業PV出演、キャンペーンガール、フォトモデル、木曽岬第二小隊のカーシャなどなどの活動。東京2020パラリンピック閉会式にパフォーマーとして参加。
趣味特技は、知恵の輪、わらじが編める、竹馬。ゲームミュージックっぽい曲を作るのが好き。絵を描くのも好き。唯一やっていたことのある楽器は和太鼓。デパートのステージでコントに出演したりもしていた。
漫画・アニメ・ゲームが好きで時々コスプレした写真をSNSにアップしたりしている。
堤幸彦企画・SEAMO作曲の『サトウタリレー』にて作詞に関わったこともある。
ナゴヤオートトレンドの水着ショー出演をキッカケに自主製作で写真集『殿中』を出す。
2020年4月1日に立ち上がった劇団Zooooom！に出演。
映画『ざ⭐︎ロードショーTHE MOVIE』上映記念として三井マリノ写真集『新鮮』を出す。

## 主な出演作品

### 舞台
- メインキャストSTAGE Vol.1『火男の火』伊万里役(2009年9月15日・16日、愛知県芸術劇場小ホール)
- DREAM STAGE『エリアＧの銃座』西条役 (2010年8月6日、クラブOZON)
- ユースフェスティバルinNAGOYA 即興パフォーマンスチームまねきねこ『ゲシュタルト』(2011年3月12日、青少年交流プラザユースクエアプレイルーム)
- メインキャストSTAGE Vol.2『生きてるものはいないのか』さちえ役 (2011年6月2日・3日、名古屋市東文化小劇場)
- メインキャストSTAGE Vol.3『なんかの本で読んだ‥～世界童話編～』王妃役 (2012年8月、名古屋市千種文化小劇場)
- Teamボクナナ2『COSMIC MIND！』エミリー・アサロ役 (2013年8月10日・11日、名古屋市北文化小劇場)
- 疑似餌『蝶』安菜マリー役 (2013年12月、ナビロフト)
- メインキャストSTAGE Vol.5『空と私のあいだ』城之内役 (2014年2月8日・9日、名古屋市千種文化小劇場)
- 交響劇団星座セプテット『きらきらきらり』田中稜役 (2014年7月26日・27日、ナビロフト)
- 名古屋演劇杯大賞作品room16 THE エクストラパーティ２『ラクダ』陽子役 (2014年10月3〜5日、G/pit)
- つねプロデュース&すずきたつろう合同演劇公演『ころころがんがん』鳥羽きらら役 (2015年6月19〜21日、青少年交流プラザユースクエアプレイルーム)
- 劇的ショウゲキジョウ『comPlex』リー・渡邉役 (2015年12月30日、鶴舞DAYTRIP)
- ぐりむの法則『ソウサイノチチル』水樹小百合役 (2016年4月14〜17日、愛知県芸術劇場小ホール)
- つねプロデュース特別企画公演「かぐや姫を口説いてください」『恋する❤タケトリ』かぐや姫役 (2016年6月16〜19日、ナビロフト)
- ぐりむの法則『コウの花嫁』ユリ役 (2016年8月11〜14日、名古屋市千種文化小劇場)
- 円盤ライダー名古屋公演第三弾『センチな秋。』間々田まどか役 (2016年９月20日〜10月2日、星が丘テラス)
- RE-act本祭『祟りの祀り』いすず役 (2016年12月2〜4日、名古屋市北文化小劇場)
- 劇団わに社出張営業『野菜、キッチン、おとう』竜崎役 (2017年4月27〜30日、G/pit)
- LINKED MODULES vol.5『TRANS WORLD』

SystemR2D2 Model59 Type T特殊警護目的躰役 (2017年6月10日・11日、今池valentine drive)
- ワニガメろどりげす。『enigmatic black eight』サカモト役 (2017年8月1〜15日)
- ぐりむの法則コウの花嫁×フクロウガスム コウフクロウ『コウの花嫁』ユリ役 (2017年9月7〜10日、名古屋市千種文化小劇場)
- やっとかめ文化祭特別時代劇『青が散る』八雲平八郎 役 (2017年11月11日・12日、名古屋市東文化小劇場)
- 円盤ライダーRPGvol.4『爆弾紳士の予告状～豪華客船を救え～』南野役 (2017年11月19日、豪華客船ダイヤモンド・プリンセス)
- LINKED MODULES Vol.6『imbolg』小夜子 役 (2018年2月10日・11日、今池valentine drive)
- SCANP EIGHT『ばけもののかくれんぼ』スネカ 役 (2018年5月10〜13日、愛知県芸術劇場小ホール)
- 清水一輝プロデュース 清水一輝×えのもとぐりむCollaboration Project 1st『ゴミノクワイ』羽田純子 役(2018年7月4日〜8日、赤坂レッドシアター)
- 円盤ライダーRPG『爆弾紳士の予告状～豪華客船を救え～』南野役 (2018年8月4日、豪華客船ダイヤモンド・プリンセス)
- 劇団☆龍(dragon)童子プロデュース『朱ノ月〜AKA no TSUKI〜』ユエ役 (2018年11月23日〜25日、愛知県芸術劇場小ホール)

- SCANP8.5『TIME TRAIN』エリカ役 (2019年1月30日〜2月4日、ナビロフト)

- 劇団☆龍(dragon)童子プロデュース『蒼ノ風-アオノカゼ-』ピカロ役 (2019年11月15日〜17日、愛知県芸術劇場小ホール)

- 劇団Zooooom!2nd Zooooom！ 『病院へいこう』看護師役 (2020年4月24日)

- 劇団Zooooom！2nd Zooooom！再演 『病院へいこう』看護師役 (2020年5月4日)

- 星が丘フリンジ2020円盤ライダー第34弾 ドライブインステージ『ざ⭐︎ロードショー』三井マリノ役(2020年10月23日〜11月2日、第2星が丘駐車場)
- 円盤ライダー第35弾15周年記念公演『15-fifteen-』春子ママ役(2021年10月25日〜31日、アトリエファンファーレ東池袋)
- 円盤ライダー第36弾15周年記念公演『15-fifteen-星が丘編』春子ママ役(2021年12月1日〜9日、星が丘特設会場)
- WHITE WAY企画『僕と幻の図書館2022』A班女神役(2022年9月7日〜11日、渋谷伝承ホール)
- 円盤ライダー第37弾『ライダース•バラッド〜関戸哲也短編集』ホタルノヒカリ•女役(2022年12月13日〜22日、πTOKYO)
- 30-DELUX NAGOYA『シェイクス2023 TOKAIside』苫米地蘭子役(2023年3月2日〜5日、中川文化小劇場)

### イベント
- やっとかめ文化祭(2013年11月)
- ノ・ミヌ来日ツアーアキバカートPRガール(2014年8月19日)
- 愛知ぽぷかる聖地化計画『ぽぷかる４』『ぽぷかる5』

ポップカルチャーコンシェルジュLOVEKNOWメンバー(2014年〜2016年)
- ナゴヤオートトレンド2015『Stylish Girls』(2015年2月28日〜3月1日)
- 原宿ZENTAIイベント(2015年5月3日)
- 三重県木曽岬町やろまい祭りTHE NEXT GENERATION -パトレイバー-イングラムデッキアップイベント (2015年8月1日)
- 今池娯楽館vol.6爆乳シスターズ(2016年7月2日)
- 太田川ホットサマーガーデン 爆乳シスターズ(2016年7月30日)
- 中佐殿・リョータの模型展示会MC(2016年8月21日)
- 主催:木曽岬わいわい市場実行委員会 企画:株式会社バンダイナムコエンターテインメント 『ドリフトトライクinきそさき』(2018年7月22日)
- 大須花魁道中(2019年)
- 東京2020パラリンピック閉会式パフォーマー(2021年)
- 謎解き×演劇へっぽこ探偵 静岡県修善寺 虹の郷〜ロムニー鉄道を救え!〜 ジョッシュ役(2022年4月29日〜5月5日)

### モデル
- CPC758撮影会(2015年4月12日)

### 映画
- 岸部町奇談～探訪編～(監督:林一嘉)母親役
- Picking(KURAGE CLUB 監督:有馬達之)主演・森島マキ役
- No.6(KURAGECLUB 監督:有馬達之)長谷川役
- ざ⭐︎ロードショーTHE MOVIE 三井マリノ役(2021年5月14日〜20日伏見ミリオン座、2021年6月25日〜7月1日池袋HUMAXシネマズ)

### 映像
- アートにエールを！応募作品『筋肉とムチ』(2021年)
- 通販番組 東京縁(2021年)

### CM
- 「レセプションハウス名古屋逓信会館」
- 「安藤証券」